# Clessé, Deux-Sèvres

Clessé este o comună în departamentul Deux-Sèvres, Franța. În 2009 avea o populație de 929 de locuitori.